# Leisure Village West-Pine Lake Park
Leisure Village West-Pine Lake Park és una concentració de població designada pel cens dels Estats Units a l'estat de Nova Jersey. Segons el cens del 2000 tenia 11.085 habitants.

## Demografia
Segons el cens del 2000, Leisure Village West-Pine Lake Park tenia 11.085 habitants, 4.891 habitatges, i 3.135 famílies. La densitat de població era de 1.126,3 habitants/km².
Dels 4.891 habitatges en un 21,3% hi vivien nens de menys de 18 anys, en un 56,1% hi vivien parelles casades, en un 5,8% dones solteres, i en un 35,9% no eren unitats familiars. En el 32,8% dels habitatges hi vivien persones soles el 27,5% de les quals corresponia a persones de 65 anys o més que vivien soles. El nombre mitjà de persones vivint en cada habitatge era de 2,27 i el nombre mitjà de persones que vivien en cada família era de 2,86.
Per edats la població es repartia de la següent manera: un 18,6% tenia menys de 18 anys, un 6% entre 18 i 24, un 21,5% entre 25 i 44, un 17,7% de 45 a 60 i un 36,3% 65 anys o més.
L'edat mediana era de 48 anys. Per cada 100 dones de 18 o més anys hi havia 80,4 homes.
La renda mediana per habitatge era de 42.408 $ i la renda mediana per família de 51.831 $. Els homes tenien una renda mediana de 41.846 $ mentre que les dones 30.786 $. La renda per capita de la població era de 22.149 $. Aproximadament el 2,8% de les famílies i el 4,1% de la població estaven per davall del llindar de pobresa.

## Poblacions més properes
El següent diagrama mostra les poblacions més properes.